# Stuart McCall
Andrew Stuart Murray McCall (ur. 10 czerwca 1964 w Leeds) – szkocki piłkarz grający na pozycji środkowego pomocnika.

## Kariera klubowa
McCall urodził się w angielskim Leeds jako syn Andy’ego McCalla, również piłkarza. Jako junior trenował w amatorskich drużynach Pudsey Juniors, Holbeck i Farsley Celtic. Profesjonalną karierę rozpoczął jednak w Bradford City. W 1982 roku został włączony do kadry pierwszej drużyny przez ówczesnego menedżera Roya McFarlanda. 28 sierpnia zadebiutował w Division Three w wygranym 3:2 wyjazdowym spotkaniu z Reading F.C. Od stycznia 1983 stał się podstawowym zawodnikiem Bradford, a w sezonie 1984/1985 awansował z tym klubem do Division Two. Na drugim szczeblu angielskich rozgrywek grał przez pełne trzy sezony.
1 czerwca 1988 roku McCall podpisał kontrakt z grającym w Division One, Evertonem, do którego trafił za 850 tysięcy funtów. W nowym zespole po raz pierwszy wystąpił 27 sierpnia w wygranym 4:0 domowym meczu z Newcastle United. W 1989 roku zagrał jako rezerwowy w finale Pucharu Anglii. Zdobył w nim dwie bramki, jednak Everton uległ 2:3 po dogrywce Liverpoolowi. Do 1991 roku rozegrał dla „The Toffies” 103 mecze w lidze i strzelił 6 goli.
15 sierpnia 1991 roku McCall został sprzedany za 1,2 miliona funtów do Rangers F.C. W zespole prowadzonym przez Waltera Smitha zadebiutował dwa dni później w spotkaniu z Heart of Midlothian F.C. (0:1). W Rangers od początku był podstawowym zawodnikiem i już w 1992 roku wywalczył zarówno mistrzostwo Szkocji, jak i zdobył Puchar Szkocji. W sezonie 1992/1993 Rangersi obronili tytuł mistrzowski oraz zdobyli oba puchary w kraju. Byli także bliscy awansu do finału Ligi Mistrzów, jednak zajęli 2. miejsce w grupie za Olympique Marsylia. W latach 1994–1997 Stuart czterokrotnie z rzędu zostawał mistrzem Szkocji, a do 1998 roku zdobył jeden Puchar Szkocji w 1996 oraz dwa Puchary Ligi w 1994 i 1997 roku. W barwach Rangersów wystąpił 194 razy i zdobył 14 bramek.
W czerwcu 1998 roku McCall wrócił do Bradford, do którego trafił na zasadzie wolnego transferu. W klubie prowadzonym przez Paula Jewella został mianowany kapitanem. W 1999 roku awansował z Bradford do Premiership i grał w niej przez dwa sezony. W 2001 roku spadł z Bradford do Division One, a w 2002 roku odszedł do Sheffield United. W 2004 roku jako zawodnik tego klubu zakończył piłkarską karierę.
| Sezon   | Klub             | Kraj    | Rozgrywki      | Mecze | Bramki |
| ------- | ---------------- | ------- | -------------- | ----- | ------ |
| 1982/83 | Bradford City    | Anglia  | Division Three | 28    | 4      |
| 1983/84 | Bradford City    | Anglia  | Division Three | 46    | 5      |
| 1984/85 | Bradford City    | Anglia  | Division Three | 46    | 8      |
| 1985/86 | Bradford City    | Anglia  | Division Two   | 38    | 4      |
| 1986/87 | Bradford City    | Anglia  | Division Two   | 36    | 7      |
| 1987/88 | Bradford City    | Anglia  | Division Two   | 44    | 9      |
| 1988/89 | Everton F.C.     | Anglia  | Division One   | 31    | 0      |
| 1989/90 | Everton F.C.     | Anglia  | Division One   | 37    | 3      |
| 1990/91 | Everton F.C.     | Anglia  | Division One   | 33    | 3      |
| 1991/92 | Rangers F.C.     | Szkocja | Premier League | 36    | 1      |
| 1992/93 | Rangers F.C.     | Szkocja | Premier League | 36    | 5      |
| 1993/94 | Rangers F.C.     | Szkocja | Premier League | 34    | 3      |
| 1994/95 | Rangers F.C.     | Szkocja | Premier League | 30    | 2      |
| 1995/96 | Rangers F.C.     | Szkocja | Premier League | 21    | 3      |
| 1996/97 | Rangers F.C.     | Szkocja | Premier League | 7     | 0      |
| 1997/98 | Rangers F.C.     | Szkocja | Premier League | 30    | 0      |
| 1998/99 | Bradford City    | Anglia  | Division One   | 43    | 3      |
| 1999/00 | Bradford City    | Anglia  | Premiership    | 34    | 1      |
| 2000/01 | Bradford City    | Anglia  | Premiership    | 37    | 1      |
| 2001/02 | Bradford City    | Anglia  | Division One   | 43    | 3      |
| 2002/03 | Sheffield United | Anglia  | Division One   | 34    | 2      |
| 2003/04 | Sheffield United | Anglia  | Division One   | 37    | 2      |

## Kariera reprezentacyjna
W reprezentacji Szkocji McCall zadebiutował 28 marca 1990 roku w wygranym 1:0 towarzyskim meczu z Argentyną. W 1990 roku został powołany przez selekcjonera Andy’ego Roxburgha do kadry na Mistrzostwa Świata we Włoszech. Tam zagrał we wszystkich trzech spotkaniach Szkotów: przegranym 0:1 z Kostaryką, wygranym 2:1 ze Szwecją, w którym zdobył gola w 10. minucie oraz w przegranym 0:1 z Brazylią.
W latach 90. McCall dwukrotnie wystąpił na turniejach o mistrzostwo Europy. W 1992 roku na Euro 92 wystąpił w trzech meczach: z Holandią (0:1), z Niemcami (0:2) oraz z WNP (3:0). Natomiast na Euro 96 także zaliczył trzy spotkania: z Holandią (0:0), z Anglią (0:2) i ze Szwajcarią. Ostatni mecz w kadrze narodowej rozegrał w marcu 1998 przeciwko Danii (0:1). Łącznie wystąpił w niej 40 razy i strzelił jedną bramkę.

## Kariera menedżerska
W lipcu 2000 roku McCall został mianowany grającym menedżerem Bradford City w zamian za Chrisa Hutchingsa, zwolnionego zaledwie 4 miesiące po zatrudnieniu w klubie. W debiucie menedżerskim zespół prowadzony przez McCalla uległ 0:1 Evertonowi. Stuart prowadził Bradford jeszcze w jednym spotkaniu, a następnie został zastąpiony przez Jima Jefferiesa. 18 maja 2007 ogłoszono, że McCall ponownie został menedżerem Bradford.